# Simning vid världsmästerskapen i simsport 2024 – Damernas 200 meter frisim
Damernas 200 meter frisim vid världsmästerskapen i simsport 2024 avgjordes mellan den 13 och 14 februari 2024 i Aspire Dome i Doha i Qatar.
Hongkongska Siobhan Haughey tog guld efter ett lopp på 1 minut och 54,89 sekunder. Silvret togs av nyzeeländska Erika Fairweather och bronset togs av australiska Brianna Throssell.

## Rekord
Inför tävlingens start fanns följande världs- och mästerskapsrekord:
|                   | Namn               | Nation     | Tid     | Ort            | Datum        |
| ----------------- | ------------------ | ---------- | ------- | -------------- | ------------ |
| Världsrekord      | Mollie O'Callaghan | Australien | 1.52,85 | Fukuoka, Japan | 26 juli 2023 |
| Mästerskapsrekord | Mollie O'Callaghan | Australien | 1.52,85 | Fukuoka, Japan | 26 juli 2023 |

## Resultat

### Försöksheat
Försöksheaten startade den 13 februari klockan 09:45.
| Placering | Heat | Bana | Namn                     | Nationalitet          | Tid     | Noteringar |
| --------- | ---- | ---- | ------------------------ | --------------------- | ------- | ---------- |
| 1         | 3    | 5    | Li Bingjie               | Kina                  | 1.57,16 | 0Q0        |
| 2         | 3    | 4    | Erika Fairweather        | Nya Zeeland           | 1.57,40 | 0Q0        |
| 3         | 5    | 3    | Nikolett Pádár           | Ungern                | 1.57,42 | 0Q0        |
| 4         | 5    | 4    | Siobhan Haughey          | Hongkong              | 1.57,62 | 0Q0        |
| 5         | 3    | 3    | Ai Yanhan                | Kina                  | 1.58,06 | 0Q0        |
| 6         | 5    | 5    | Marrit Steenbergen       | Nederländerna         | 1.58,18 | 0Q0        |
| 7         | 4    | 6    | Maria Fernanda Costa     | Brasilien             | 1.58,22 | 0Q0        |
| 8         | 4    | 5    | Barbora Seemanová        | Tjeckien              | 1.58,25 | 0Q0        |
| 9         | 4    | 3    | Brianna Throssell        | Australien            | 1.58,29 | 0Q0        |
| 10        | 5    | 2    | Addison Sauickie         | USA                   | 1.58,33 | 0Q0        |
| 11        | 4    | 4    | Shayna Jack              | Australien            | 1.58,40 | 0Q0        |
| 11        | 5    | 6    | Valentine Dumont         | Belgien               | 1.58,40 | 0Q0        |
| 13        | 3    | 1    | Rebecca Smith            | Kanada                | 1.59,00 | 0Q0        |
| 14        | 5    | 1    | Daria Golovaty           | Israel                | 1.59,11 | 0Q0        |
| 15        | 4    | 2    | Janja Šegel              | Slovenien             | 1.59,37 | 0Q0        |
| 16        | 5    | 7    | Janna van Kooten         | Nederländerna         | 1.59,41 | 0Q0        |
| 17        | 3    | 6    | Lucy Hope                | Storbritannien        | 1.59,56 |            |
| 18        | 3    | 7    | Giulia D'Innocenzo       | Italien               | 1.59,57 |            |
| 19        | 4    | 0    | Victoria Catterson       | Irland                | 1.59,75 |            |
| 20        | 4    | 1    | Francisca Soares Martins | Portugal              | 2.00,10 |            |
| 21        | 3    | 2    | Nagisa Ikemoto           | Japan                 | 2.00,11 |            |
| 22        | 3    | 0    | Iris Julia Berger        | Österrike             | 2.00,20 |            |
| 23        | 4    | 9    | Batbayaryn Enkhkhüslen   | Mongoliet             | 2.00,22 |            |
| 24        | 4    | 7    | Anastasia Gorbenko       | Israel                | 2.00,25 |            |
| 25        | 2    | 3    | Maria Daza Garcia        | Spanien               | 2.00,42 |            |
| 26        | 5    | 8    | Hur Yeon-kyung           | Sydkorea              | 2.00,78 |            |
| 27        | 3    | 8    | Elisbet Gámez            | Kuba                  | 2.00,83 |            |
| 28        | 4    | 8    | Duné Coetzee             | Sydafrika             | 2.01,02 |            |
| 29        | 3    | 9    | Ela Naz Özdemir          | Turkiet               | 2.01,51 |            |
| 30        | 5    | 9    | Maria Yegres             | Venezuela             | 2.01,96 |            |
| 31        | 5    | 0    | Aleksandra Polańska      | Polen                 | 2.02,10 |            |
| 32        | 2    | 5    | Sylvia Statkevičius      | Litauen               | 2.03,03 |            |
| 33        | 2    | 4    | Kamonchanok Kwanmuang    | Thailand              | 2.03,22 |            |
| 34        | 2    | 1    | Beatriz Padrón           | Costa Rica            | 2.04,39 |            |
| 35        | 2    | 8    | Julimar Ávila            | Honduras              | 2.04,43 |            |
| 36        | 2    | 6    | Ashley Lim               | Singapore             | 2.05,05 |            |
| 37        | 2    | 0    | Harper Barrowman         | Caymanöarna           | 2.06,36 |            |
| 38        | 2    | 7    | Teia Salvino             | Filippinerna          | 2.08,02 |            |
| 39        | 1    | 4    | Hiruki de Silva          | Sri Lanka             | 2.10,00 |            |
| 40        | 2    | 2    | Dhinidhi Desinghu        | Indien                | 2.10,41 |            |
| 41        | 2    | 9    | Ani Poghosyan            | Armenien              | 2.10,55 |            |
| 42        | 1    | 5    | Jehanara Nabi            | Pakistan              | 2.10,59 |            |
| 43        | 1    | 0    | Lana Hijazi              | Libanon               | 2.11,95 |            |
| 44        | 1    | 3    | Duana Lama               | Nepal                 | 2.14,59 |            |
| 45        | 1    | 6    | Kaltra Meca              | Albanien              | 2.15,95 |            |
| 46        | 1    | 9    | Sara Akasha              | Förenade arabemiraten | 2.17,90 |            |
| 47        | 1    | 2    | Mia Lee                  | Guam                  | 2.18,01 |            |
| 48        | 1    | 8    | Mashael Al-Ayed          | Saudiarabien          | 2.21,04 |            |
| 49        | 1    | 7    | Charissa Panuve          | Tonga                 | 2.23,33 |            |
| 50        | 1    | 1    | Galyah Mikel             | Palau                 | 2.37,22 |            |

### Semifinaler
Semifinalerna startade den 13 februari klockan 20:13.
| Placering | Heat | Bana | Namn                 | Nationalitet  | Tid     | Noteringar       |
| --------- | ---- | ---- | -------------------- | ------------- | ------- | ---------------- |
| 1         | 1    | 4    | Erika Fairweather    | Nya Zeeland   | 1.55,75 | 0Q0              |
| 2         | 1    | 5    | Siobhan Haughey      | Hongkong      | 1.56,04 | 0Q0              |
| 3         | 2    | 7    | Shayna Jack          | Australien    | 1.56,80 | 0Q0              |
| 4         | 1    | 6    | Barbora Seemanová    | Tjeckien      | 1.57,00 | 0Q0              |
| 5         | 2    | 2    | Brianna Throssell    | Australien    | 1.57,09 | 0Q0              |
| 6         | 2    | 6    | Maria Fernanda Costa | Brasilien     | 1.57,11 | 0Q0, 0AR0        |
| 7         | 2    | 4    | Li Bingjie           | Kina          | 1.57,13 | 0Q0, drog sig ur |
| 8         | 2    | 5    | Nikolett Pádár       | Ungern        | 1.57,13 | 0Q0              |
| 9         | 1    | 3    | Marrit Steenbergen   | Nederländerna | 1.57,30 | Drog sig ur      |
| 10        | 2    | 3    | Ai Yanhan            | Kina          | 1.57,33 | 0Q0              |
| 11        | 2    | 1    | Rebecca Smith        | Kanada        | 1.58,08 |                  |
| 12        | 1    | 2    | Addison Sauickie     | USA           | 1.58,51 |                  |
| 13        | 1    | 7    | Valentine Dumont     | Belgien       | 1.58,57 |                  |
| 14        | 1    | 1    | Daria Golovaty       | Israel        | 1.59,36 |                  |
| 15        | 2    | 8    | Janja Šegel          | Slovenien     | 1.59,95 |                  |
| 16        | 1    | 8    | Janna van Kooten     | Nederländerna | 2.00,44 |                  |

### Final
Finalen startade den 14 februari klockan 19:17.
| Placering | Bana | Namn                 | Nationalitet | Tid     | Noteringar |
| --------- | ---- | -------------------- | ------------ | ------- | ---------- |
| 1         | 5    | Siobhan Haughey      | Hongkong     | 1.54,89 |            |
| 2         | 4    | Erika Fairweather    | Nya Zeeland  | 1.55,77 |            |
| 3         | 2    | Brianna Throssell    | Australien   | 1.56,00 |            |
| 4         | 6    | Barbora Seemanová    | Tjeckien     | 1.56,13 |            |
| 5         | 7    | Maria Fernanda Costa | Brasilien    | 1.56,85 | 0AR0       |
| 6         | 8    | Nikolett Pádár       | Ungern       | 1.56,89 |            |
| 7         | 3    | Shayna Jack          | Australien   | 1.57,24 |            |
| 8         | 1    | Ai Yanhan            | Kina         | 1.57,53 |            |